# سدان (آیووا)
سدان (به انگلیسی: Sedan) یک منطقهٔ مسکونی در ایالات متحده آمریکا است که در آیووا واقع شده‌است. سدان ۲۸۸٫۰۴ متر بالاتر از سطح دریا قرار دارد.